# Walther Oberhaidacher

Walther Oberhaidacher

Walther Philipp Anton Oberhaidacher (* 22. September 1896 in Bozen; † 30. April 1945 im Raum Dresden (unsicher)) war Gauleiter der Steiermark und Mitglied des Reichstages im nationalsozialistischen Deutschen Reich.

## Leben
Der Kaufmannssohn besuchte die Volksschule sowie Oberrealschule in Bozen und beendete seine Schullaufbahn 1915 mit dem Abitur. Während des Ersten Weltkrieges war Oberhaidacher als Einjährigfreiwilliger ab April 1915 im Krieg gegen Italien eingesetzt, unter anderem bei den Isonzo-Schlachten. Oberhaidacher leistete seinen Militärdienst zunächst beim 4. Regiment der Tiroler Kaiserjäger, 1917 wurde er Leutnant der Reserve. Nach Kriegsende studierte er an der Technischen Hochschule in Graz Maschinenbau, ohne das Studium jedoch zu beenden. Im Zivilleben arbeitete Oberhaidacher als Werktechniker und von 1926 bis 1933 war er technischer Betriebsleiter in einer Bettfedernfabrik.
Seit dem 1. April 1924 war Oberhaidacher Mitglied der DNSAP in Österreich und hatte in der Ortsgruppe Graz die Ämter des Schriftführers und danach Zahlmeisters inne. Nach der Neugründung der NSDAP in Österreich trat er der Partei zum 10. September 1926 bei (Mitgliedsnummer 50.478), zum 1. Januar 1927 allerdings wieder aus, bevor er mit der alten Nummer wieder zum 14. Februar 1928 beitrat. Von Januar bis April 1928 war er Gaupropagandaleiter und ab Anfang Mai 1928 stellvertretender Gauleiter für die Steiermark; am 25. November 1928 wurde er dortiger Gauleiter. Er gab das NS-Organ Der Kampf heraus. Von 1929 bis 1933 war er Gemeinderat in Graz. Oberhaidacher war 1933/34 Verhandlungsführer der NSDAP bei den Verhandlungen mit Führern des Steirischen Heimatschutzes zwecks Integration des Steirischen Heimatschutzes in die NSDAP. Nach zwei Verhaftungen 1933 hielt sich Oberhaidacher ab Ende Juni 1933 in München auf; im Juli 1934 wurde er als Gauleiter beurlaubt.
Von März 1936 bis zu seinem Tod war Oberhaidacher Mitglied des Reichstages für den Wahlkreis Chemnitz. Mitte Januar 1938 war er zu Einarbeitung bei der Polizeiverwaltung in Düsseldorf. Zum 30. Januar 1938 trat er in die SS (SS-Nummer 291.207) im Rang eines SS-Oberführers ein. Am 9. November 1938 wurde er zum SS-Brigadeführer befördert, dem höchsten Rang, den er bei der SS erreichte. Vom 4. August 1938 bis März 1944 war Oberhaidacher Polizeipräsident von Bochum. Dem Volksgerichtshof gehörte er ab 5. Januar 1939 als ehrenamtliches Mitglied an. Ab Ende März 1944 war Oberhaidacher Polizeipräsident von Dresden. Zudem war er ab Oktober 1944 zunächst kommissarisch und ab Anfang Februar 1945 definitiv Befehlshaber der Ordnungspolizei beim Höheren SS- und Polizeiführer in Dresden. Seit 1944 war er berechtigt, die Uniform eines Generalmajors der Polizei zu tragen. Zeitpunkt und Umstände von Oberhaidachers Tod sind unsicher: Nach anderen Angaben soll er bereits im Februar 1945 beim Luftangriff auf Dresden ums Leben gekommen sein.